# سوت کنسینگتن (مریلند)
سوت کنسینگتن (به انگلیسی: South Kensington) یک منطقهٔ مسکونی در ایالات متحده آمریکا است که در مریلند واقع شده‌است. سوت کنسینگتن ۵٫۵ کیلومتر مربع مساحت و ۷٬۸۸۷ نفر جمعیت دارد و ۸۷ متر بالاتر از سطح دریا واقع شده‌است.